# Filmska zvijezda
Filmska zvijezda (engleski: Movie star, Film star ili Cinema star) izraz je koji se u filmskoj industriji rabi za glumca ili nekog drugog filmskog izvođača iznimno istaknutoga u javnosti zahvaljujući slavi i popularnosti koju je stekao istaknutim glumačkim ulogama i drugim oblicima filmaškog rada i djelovanja. Izraz se upotrebljava i za glumce čija se pojava u glavnim ulogama nekog filma koristi kao važan dio njegovog oglašavanja i predstavljanja javnosti (na plakatima, u filmskim najavama i sl.).

## Povijest
Filmske zvijezde pojavile su se tek nekoliko desetljeća nakon nastanka filma. Razlog tomu je, prije svega, bio što su najraniji filmovi bili kratki te se gledateljstvo nije mnogo osvrtalo na same glumce koliko na sadržaj i poruku, ali i zato što su najugledniji glumci toga vremena filmsku djelatnost smatrali priprostom, "prostačkom" zabavom za velike mase nedostojnom njihovog ugleda u kazalištu ili nekom od drugih oblika visoke umjetnosti.
Prva dugometražna filmska ostvarenja snimaju se krajem 1900-ih te se njihovim prikazivanjem gledateljstvo počinje sve više zanimati za izvođače, a što su producenti i redatelji koristili za promociju svojih uradaka. Prvi koji su tu pojavu iskoristili bili su francuski komičar Max Linder i kanadska glumica Florence Lawrence, koja je snimala flmove za američku kuću Biograph Studios. Pojavi filmskih zvijezda pridonio je i amerčki časopis Photoplay, izvorno pokrenut za promociju filmskih uradaka, čiji su urednici ubrzo shvatili da njihovo čitateljstvo daleko više zanimaju podaci o glumcima. Upravo je američka kinematografija najbrže razvila fenomen filmskih zvijezda, što je posebno došlo do izražaja u Hollywoodu gdje se u međuratnom periodu razvio tzv. studijski sustav, u kojem su veliki studiji upravo na zvijezdama temeljili svoju djelatnost, stvorivši tzv. zvjezdani sustav, koji je svoj vrhunac imao u klasičnom Hollywoodu.
Filmske zvijezde su se ubrzo pojavile i u drugim kinematografijama, a što je uključivale i one gdje se iz ideoloških razloga odbacivala važnost glumca kao pojedinca (što je bio slučaj sa sovjetskom kinematografijom), odnosno smatrali ga tek oruđem režisera u skladu s autorskom teorijom koja je dominirala francuskim Novim valom. U samom Hollywoodu je zvjezdani sustav počeo nestajati zajedno s klasičnim Hollywoodom, a danas se filmovi najvećim dijelom promoviraju kao dio unaprijed stvorene medijske franšize gdje su izvođači, odnosno glavni glumci manje važni. Usprkos toga, fenomen zvijezda se zadržao do današnjih dana. U svom klasičnom obliku postoji u indijskoj kinematografiji, odnosno u Bollywoodu gdje filmske zvijezde uživaju popularnost koja ponekad doseže oblike doslovnog obožavanja.